# Letis iphianasse
Letis iphianasse är en fjärilsart som beskrevs av Pieter Cramer 1777. Letis iphianasse ingår i släktet Letis och familjen nattflyn. Inga underarter finns listade i Catalogue of Life.

## Bildgalleri

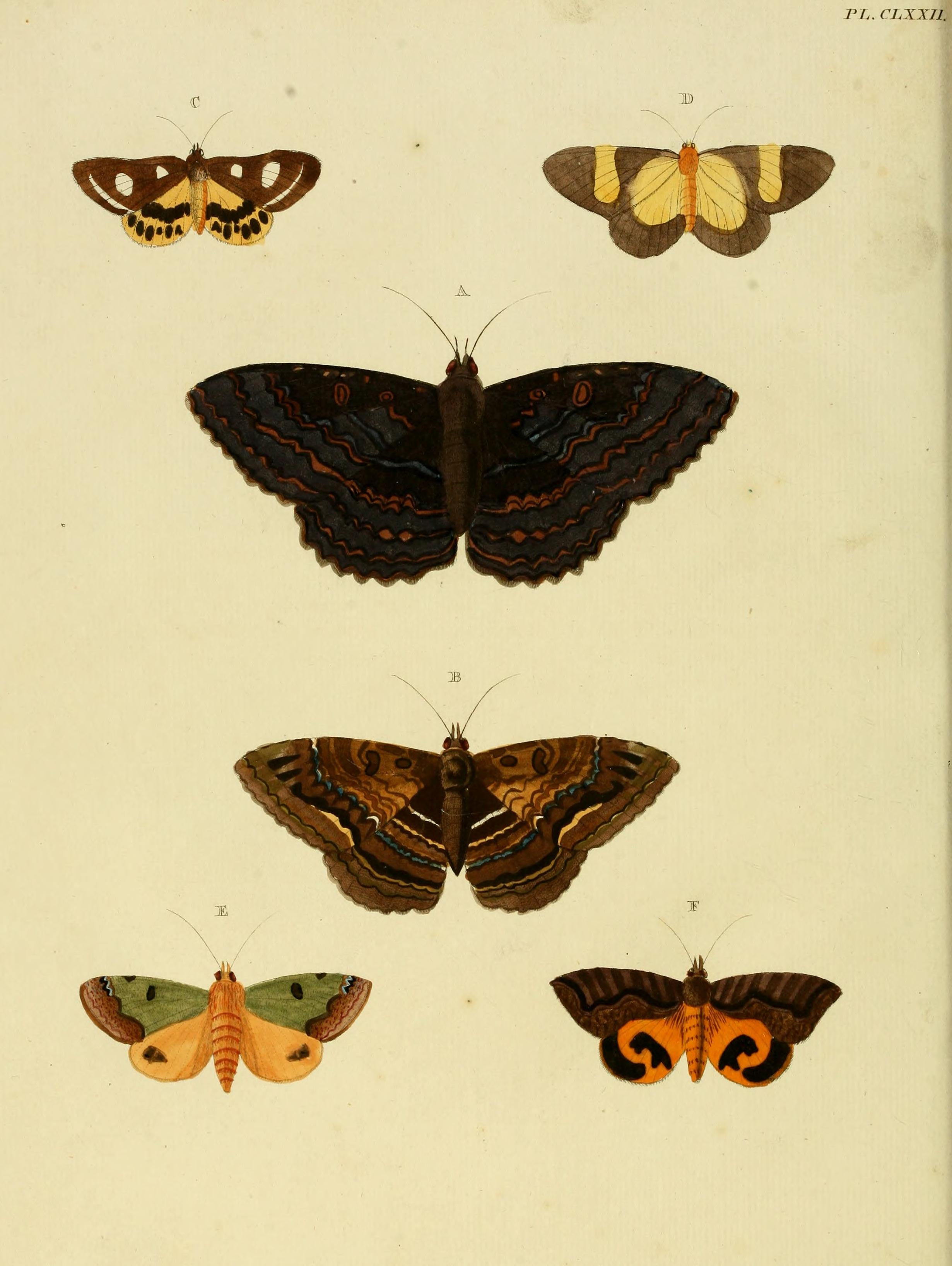